# Vattusaari (ö i Kajanaland, Kehys-Kainuu, lat 64,30, long 29,71)
Vattusaari är en ö i Finland. Den ligger i sjön Iivantiira och Juttuajärvi och i kommunen Kuhmo i den ekonomiska regionen  Kehys-Kainuu  och landskapet Kajanaland, i den centrala delen av landet, 500 km nordost om huvudstaden Helsingfors. Öns area är 1,2 hektar och dess största längd är 130 meter i nord-sydlig riktning.